# Lucinda Michez
Lucinda Michez (27 april 1995) is een Belgisch voetbalster die sinds het seizoen 2014/15 uitkomt voor de vrouwenafdeling van K Kontich FC.
Michez begon haar carrière op 5-jarige leeftijd bij de jongensploegen van Borsbeek Sport. Negen jaar later maakte ze de overstap naar het toenmalige GBA-Kontich FC. Blessureleed zou echter haar debuut in de eerste ploeg uitstellen tot de laatste wedstrijd van de BeNe League Red 2012/13. Na het faillissement van Beerschot in 2013 vertrok Michez naar Anderlecht.
Ze speelt tevens al sinds 2010 voor de Belgische nationale jeugdelftallen.